# アイアンマン (2010年のアニメ)
『アイアンマン』は、2010年10月1日から同年12月17日までアニマックスにて放送されたテレビアニメ。全12話。「マーベルアニメ（Marvel Anime）」プロジェクトの第1弾であり、マーベルの人気アメリカンコミック『アイアンマン』のアニメ化である。

## 概要
本作は、アメリカの漫画会社マーベル作品を日本のアニメ制作会社・マッドハウスが制作し、アニマックスが放送するマーベルアニメプロジェクトの第1弾である。主な舞台を日本とし、マッド版独自のストーリーが展開される。佐藤雄三によると「実写映画1作目からの流れで全体が構成されていて、今後のエピソードでいろいろつながっていく構成になっている」という。
また、第4話ではプロジェクト第2弾『ウルヴァリン』の主人公であるウルヴァリンがゲスト出演し、スタークと共闘する。
この作品を収録したDVD版もある。

## あらすじ
トニー・スタークが日本に来る。その目的は「世界平和プロジェクト」の一環として日本の科学研究所「ラボ23」の技術を使い、世界初の燃料不必要の発電所「アークステーション」の建設に専念すること。そしてアイアンマンとしての責務から引退すると同時に量産タイプの「アイアンマン・ディオ」を売り込むことにあった。しかし、披露式典を謎のテロ組織「ゾディアック」に襲われ、ディオを奪われてしまう。
アークステーションを巡るゾディアックのテロ攻撃から守るため、スタークはアイアンマンとしての活動を続けていく。

## 登場人物
トニーとペッパーの吹き替えは、実写映画でも両名を担当した藤原・岡が引き続き行う。

### 主要人物
トニー・スターク / アイアンマン
声 - 藤原啓治
スターク・インダストリー社の社長兼CEO。「世界平和プロジェクト」を掲げ、その第一歩として日本に「アークステーション」を建設、その最終段階を見届けるために来日する。プロジェクトに専念するため、後継の量産型アイアンマン「アイアンマン・ディオ」に地位を譲ってアイアンマンを引退するつもりであったが、その披露式典をテロ組織「ゾディアック」に襲われ、アイアンマンとしての活動を余儀なくされる。今作では祖父が原爆の開発に携わっていたという実写映画版のオリジナル設定が継承されている。
田中知佳（たなか ちか）
声 - 本田貴子
「lab23」の主任研究員。アークステーションの完成に必要な技術を唯一保有しており、スタークに協力している。技術支援以外にも、日本に慣れないスタークに助言を行ったりする。一方でスタークの口説きにまともに取り合わないなど、プライベートは堅い女性。だが、次第に打ち解けていき、無人島での出来事を通して恋心を抱くようになる。
ゾディアックによって密かに洗脳されると同時に戦闘兵器として改造され、アークステーションの制御プログラムなどを無意識の内に改竄していた。尚、戦闘時はアイアンマンやゾディアックが開発した他のアーマーと異なり、肉体が直接変化する。終盤、アイアンマンの前に謎の敵として立ち塞がるが、その正体が明らかとなるとスタークを驚愕させる。重傷を負ったことで洗脳から解けるも治療を拒否してアークステーションに向かい、最期は羅刹に苦戦するアイアンマンを助けるため自らの命を犠牲にして息を引き取る。

### トニーの関係者
ペッパー・ポッツ
声 - 岡寛恵
スタークの社長秘書。アメリカ本国にあるスターク・インダストリー本社におり、スタークには同行していない。しかし、通信などでスタークをアシストする。
ドクター・ホー・インセン
声 - 平田広明
医者でスタークの命の恩人。ゾディアックのメンバー。
かつてスタークがテロリスト達に捕らわれた際に彼に協力し、その後のスタークのあり方に大きな影響を与えた人物。アイアンマンスーツ・マークIを完成させる時間を稼ぐため、自ら囮となってスタークを救う。テロリスト達に殺されたと思われていたが、ゾディアックの人間としてスタークの前に現れる。
スタークが脱出した後、アジト近くの村の娘サンドラ（声 - 柚木涼香）の看病で一命を取り留めていた。その後、サンドラの結婚式においてスターク・インダストリー社製の攻撃ヘリが村を誤爆し、サンドラ他多数の村人が亡くなる。そこで無力を憎んで力を欲するようになり、接触してきたゾディアックの誘いを受けて組織の幹部となった。
スタークの活動を偽善だとし、ことにアイアンマンは兵器であって、それを彼自身に認めさせるために知佳と共に無人島へ誘拐するなどの作戦を実行する。自身は強奪したアイアンマン・ディオを装着してスタークに戦いを挑むが決着は付かずに終わる。その後、ゾディアックによって開発された無人機「アイアンマン・シグマ」と共にアークステーションを襲撃してスタークを追い込むが、ゾディアックがインセンを裏切り、ディオによる制御を切り離したシグマにスタークとインセンを攻撃させる。スタークと共闘してシグマと戦うも、ビーム同士の爆発に巻き込まれ倒れる。自身の信条を貫徹したスタークの意思の強さと自分の弱さを認め、またゾディアックの恐ろしさを暗示して息絶える。

### 日本政府関係者
黒田防衛大臣（くろだ-）
声 - 石塚運昇
現・防衛大臣で日本政府におけるスタークの最大の協力者。正体はゾディアックの首領で今回の黒幕。
卓越した頭脳と決断力で制服組から統合幕僚長に若くして昇り詰めた男で、その後、アメリカの属国と揶揄される日本の現状を憂いて政治家に転進する。そして異例の早さで防衛大臣となり、スタークの「アークステーション」建設に尽力する。
その正体はゾディアックの首領で、今回の一連の出来事の黒幕。原子爆弾によって祖父が亡くなったことを恨み、その報復のためにアークステーションを暴走させて日本を世界最強の軍事国家にする野望を持っていた。終盤、国会議事堂へのミサイル攻撃（自作自演のテロ）で国会議員らを粛清して日本を掌握、自衛隊の「羅門・零（ラモン・ゼロ）」を改良・強化したパワードスーツ「羅刹（ラセツ）」を装着して正体を現すと、抵抗した桜井を殺害する。さらにスタークの殺害を狙って彼を苦しめるが、知佳の自己犠牲による支援を受けたアイアンマンのビーム砲で息絶える。
桜井長門（さくらい ながと）
声 - 山野井仁
航空自衛隊所属の自衛官で、階級は一等空尉。
正義感の強い戦闘機パイロットで、武道に通じている。日本で起きた事件を外国人かつ民間人であるスタークが超法規的に解決することを快く思っていなかったが、ゾディアックの起こす事件を共に解決する内に打ち解け、スタークに和の流儀を教える。アイアンマンのデータを基に自衛隊が極秘に開発したパワードスーツ「羅門・零」の操縦者。上司にもあたる黒田には父親のように慕っていた。実家は古風な日本家屋で、敷地内には道場まであり、道場には「妙心地天」と書かれた掛け軸がある。
終盤、正体を現して羅刹を装着した黒田と東京湾上で戦う。しかし、羅刹に敗れて東京湾に落下、黒田が黒幕であることをスタークに伝えて絶命する。

### 東京ジャーナル
太田七海（おおた ななみ）
声 - 伊藤静
二流雑誌「東京ジャーナル」の女性記者。
一流大学の出で幼少期から新聞記者に憧れていたが、就職難で二流雑誌の記者となる。今も一流のジャーナリストになることを望み、職務を全うするため奔走するが空回りすることが多く、上司に叱られることも多い。スターク来日直後から彼を追っかけ、彼の周辺で起こる事件に巻き込まれていくが、そのために次第に彼と親しくなっていく。次回予告は彼女が行う。
増田イチロー（ますだ イチロー）
声 - 志村知幸
「東京ジャーナル」のカメラマン。七海と行動を共にし、スクープ写真を狙う。常に何かを食べている食いしん坊で、七海からよく怒られる。
野村デスク（のむら-）
声 - ふくまつ進紗
「東京ジャーナル」のデスクで七海や増田の上司である。七海や増田に檄を飛ばしつつも温かい目で2人を見守る。

### ゾディアック
黒田防衛大臣
ゾディアックの首領にして現・防衛大臣。黒田防衛大臣を参照。
インセン
ゾディアックの幹部でトニーの命の恩人。インセンを参照。
坂本（さかもと）
声 - 有本欽隆
第3話に登場したゾディアックに協力していた気象学の権威。自身が死んでも研究成果が残ればそれでいいという考えを持つ。かつて知佳や他の気象学の権威たちと共に天候を自在にコントロールする「テスラプロジェクト」の研究をしていたが、日本政府によってプロジェクトが凍結されたことで政府を憎むようになる。その後、自身の研究に目を付けたゾディアックに誘われ、彼らの破壊活動に自らの研究を提供するようになる。しかし、用済みになったことで他のプロジェクトメンバー同様彼らに始末されそうになり、真実にたどり着いた知佳と七海に本性を現すも、最後はゾディアックが人工的に作り出したトルネードに自ら飛び込んで死亡する。
川島（かわじま）
声 - 阪口周平
第4話に登場した元レーサー。レース中の事故で復帰を絶望視されていたが、病院でインセンと出会い、ゾディアックの改造人間兵器となりトニーが参入したモータースポーツのテストドライバーとなる。その後、追跡してきたトニーを始末するために牛型の巨大アーマーを装着して彼と闘うも暴走した機械に飲み込まれそうになってしまうが、最後は彼に助け出され、ラボ23で治療を受けることとなる。
翔（しょう）
声 - 鈴村健一
第6話に登場した青年。鉄壁の防御力を誇るラボ23のコンピュータシステムに侵入するコンピュータウイルスを開発するという天才的な技術を持つ。幼少時は病弱で外で遊ぶことができずプログラマーである母の仕事を見ながら育ってきた。そして母に決して人を傷つけない人間になると誓っていた。その後母が他界したことでその想いがより強くなっていく。大学進学後は意識をコンピュータ言語に変換する可能性についての論文を発表するが、周囲から理解されず孤立していた時にインセンと出会い、ゾディアックから世界平和のために力を貸してほしいと騙され、彼らの技術力で自分の意識をコンピュータと一体化することに成功する。さらにインセンから「トニーは軍需産業に携わりながら正義の仮面をかぶった極悪人」と吹き込まれ、ラボ23を始め、全国のコンピュータを自作のウイルスで誤作動させるも、電脳空間に入ってきたアイアンマンと対決し、彼を圧倒するも最後は暴走した機械に飲み込まれ、敗北する。その後の生死は不明。
亜紀（あき）
声 - 井上麻里奈
第8話に登場したトニーに保護を求めてきたゾディアックから逃亡してきた少女。脳で特殊な磁界を作り出せる能力を持ち、人体の血液中の鉄分に働きかければ手を使わずに人を宙に浮かすこともできる。2年前に発生した飛行機のハイジャックの生存者で、当時両親と共に事件に遭遇し、その際に能力が暴走して飛行機を破壊し、墜落させてしまう。その後は孤児院に引き取られるも、半年前に養女としてゾディアックに引き取られ、その能力を利用した兵器の製造に利用されていた。トニーに保護されてからは、彼に自身の悩みを打ち明けるようになるも、自身の脳とシンクロしたゾディアックの兵器「ヴァーゴ」の襲撃の際に機械に取り込まれてしまう。ヴァーゴを攻撃すれば自身の脳もダメージを受けるという特性でアイアンマンを苦しめるが、ヴァーゴがとどめを刺す寸前に意識を取り戻し、自身の捨て身の攻撃でヴァーゴを撃破する。その後は治療を受け、普通の女の子としての生活を始めた。なお、トニーやゾディアックに関する記憶や特殊能力は失っている模様。

### その他
真里亜（まりあ）
声 - 桑島法子
翔の母。故人。コンピュータをウイルスから防衛するプログラムを開発するプログラマーで、病弱な息子を気に掛ける優しい性格であった。翔が開発したコンピュータウイルスの画像は彼女が作った折り紙がモデルである。
ローガン
声 - 小山力也
X-MENの登場人物。第4話にゲスト出演する。「Marvel Anime」第2弾『ウルヴァリン』の主人公でもあり、キャラクター設定はそれに準じている。

## 登場兵器

### アイアンマン関係
アイアンマン

アイアンマン・ディオ
スタークがアイアンマンの後継機として開発した「量産型アイアンマン」。アイアンマンでは赤の部分が青、金の部分がシルバーに塗装されている以外は性能も含めてアインマンと変わりはないが、操縦者のテクニック次第ではアイアンマンを凌駕する性能を発揮する。当初は訓練された人間が操縦する計画だったが、物語序盤でゾディアックに強奪され、終盤でインセンが使用していた。

### 日本政府関係
羅門・零（ラモン・ゼロ）
自衛隊がアイアンマンのデータを元に開発した。操縦者は桜井長門。甲冑武者のような装甲、前腕部に内蔵されている大剣、腰部に内蔵された鎖鎌など全体的に日本的なイメージとなっている。またアイアンマンと同様にミサイルを内蔵している。

### ゾディアック関係
スコーピオン
第1話、第7話に登場。ゾディアックが開発したアーマー。その名の通りサソリを擬人化したような外見をしており、アイアンマンを上回る体躯を持つ。尾の先端からはエネルギー波を掃射することが可能。
キャンサー
ゾディアックが開発したアーマー。カニと亀を合わせたような外見をしており、ハサミの部分は巨大なクローアームとなっている。脚部を巨大なブースターとした飛行形態に変形することもできる。第6話終盤では新たに2体が開発されていた。
人工トルネード発生装置（正式名称不明）
第3話に登場。ゾディアックが開発したトルネードを人工的に作り出す装置。作り出された竜巻は非常に巨大で大型トレーラーも吹き飛ばす威力がある。
牛型アーマー
第4話に登場。ゾディアックが開発した巨大な牛を模したアーマー。その巨体を生かした突進や口から掃射される高出力ビームを武器にしている。改造人間兵器となった川島が乗り込むことで駆動するが、暴走すると操縦者にも悪影響を与える。
衛星兵器（正式名称不明）
第5話に登場。ゾディアックが開発した衛星兵器。寄生虫のような外見で先端に鋭利な刃物状の突起が付いた何本ものアームを持つ。上部にある複数の突起物からは自動追尾式のミサイルを発射できる他、胴体部には複数のセンサーが備えられている。日本の偵察衛星に結合し、宇宙空間から不可視波長のエネルギー波を地上へ向けて掃射していた。本来はアークステーションを目標としていたが、アークステーションの防御力が厳重であったために周辺地域の住民達により強い影響が出てしまった。このエネルギー波は人体の体液を青く変色させ、免疫不全を起こしてしまう作用がある。
コンピュータウイルス
第6話に登場。翔がゾディアックの協力を得て開発したコンピュータウイルス。羽の生えた鮫がモチーフになっている。アークステーションの鉄壁を誇るコンピュータシステムに侵入することが出来るほどの性能を持つ。通常のコンピュータウイルスと異なり、翔が研究していた「意識をコンピュータ言語に変換する可能性」を実現した物であるため、使用者の意思で自在に操作が可能となっている。
ヴァーゴ
第8話に登場。ゾディアックが開発した兵器。巨大な女神の頭部を模した外見となっており、プロペラなどの推進力なしで浮遊することが可能であり、額からは高出力ビームを掃射することもできる。さらに銃器も弾く程の強度を持ち、バリアを展開することでバズーカの砲撃も防ぐことが出来、亜希を取り込むことで彼女の能力を利用した大規模な電磁嵐を発生させることも可能。しかし攻撃と防御を同時に行えないという欠点があり、亜希の脳とシンクロしているため、ヴァーゴへの攻撃は彼女にもダメージを与えてしまう。
ケンタウロス型アーマー
第9話に登場。ゾディアックが開発したケンタウロスを模したアーマー。これまでのアーマーと異なり飛行能力は持たないが、非常に高い機動性を持つ。右腕は弓矢が一対となった構造となっており、弾丸状のエネルギー弾を発射することが出来る。このエネルギー弾は発射直後に拡散する仕組みとなっている。
アイアンマン・シグマ
第9話から登場した。ゾディアックがアイアンマン・ディオのデータを元に開発した「無人のアイアンマン」。カラーリングは迷彩色となっている。無人機とは言えその性能は武装を含めアイアンマンと同じである。
羅刹（ラセツ）
ゾディアックが開発した羅門・零の改良型。アイアンマンの倍の体躯で、より重厚な鎧武者という外見となっている。全身が濃い紫にカラーリングされている。アイアンマンの技術を解析して作り出されたリアクターが搭載されているため、性能ではアイアンマンを凌駕している。手持ちの武器として巨大な仕込み大剣を装備している。

## スタッフ
- 原作 - マーベル
- ストーリー - ウォーレン・エリス（英語版）
- 監督 - 佐藤雄三
- 助監督 - 川村賢一
- シリーズ構成 - 井上敏樹
- キャラクターデザイン - 梅原隆弘
- メカニックデザイン - 小池健
- 美術監督 - 上野秀行
- 美術設定 - 杉山晋史
- 色彩設計 - 大野春恵
- 撮影監督 - 五関寿
- 編集 - 河西直樹、寺内聡
- 音楽 - 高橋哲也
- 音響監督 - 三間雅文（テクノサウンド）
- 音響効果 - 倉橋静男（サウンドボックス）
- プロデューサー - 森島太朗、原史倫、Cort Lane
- アニメーション制作 - マッドハウス
- 製作著作 - Superhero Anime Partners（ソニー・ピクチャーズ エンタテインメント、マッドハウス）

## 主題歌
オープニングテーマ「Activation」
作曲 - 高橋哲也
エンディングテーマ「The Fight Never Ends」
作曲 - 高橋哲也

## 各話リスト
| 話数   | サブタイトル             | 脚本     | 絵コンテ   | 演出             | 作画監督                                                 | 総作画監督                      |
| ------ | ------------------------ | -------- | ---------- | ---------------- | -------------------------------------------------------- | ------------------------------- |
| 第1話  | アイアンマン、来日       | 井上敏樹 | 佐藤雄三   | 中山奈緒美 migmi | Jang Kil Yong Kim Dong Jun                               | 梅原隆弘、Kim Dong Sik 高田晴仁 |
| 第2話  | 消えた核を追え           | 井上敏樹 | 川村賢一   | Kim Min Sun      | Lee Hyun Joung Kim Bo Kyeong                             | Kim Dong Sik 梅原隆弘           |
| 第3話  | 蘇るプロジェクト         | 井上敏樹 | 西村聡     | Woo Seung Wook   | Lee Jeong Jong、Kim Dong Jun Kim Tae Jung、Jang Kil Yong | 梅原隆弘 Kim Dong Sik           |
| 第4話  | 再会                     | 戸塚直樹 | 川尻善昭   | 高橋知也         | 村谷貴志 高田晴仁                                        | 梅原隆弘                        |
| 第5話  | アークステーション、感染 | 犬飼和彦 | 川尻善昭   | migmi            | Jang Kil Yong Kang Ill Gu                                | 菊池愛                          |
| 第6話  | 電脳戦線                 | 井上敏樹 | 伊藤尚往   | 伊藤尚往         | Lee Jeong Jong Kim Dong Jun                              | Kim Dong Sik                    |
| 第7話  | 脱出                     | 井上敏樹 | 川尻善昭   | Kim Min Sun      | Lee Hyun Joung Kim Bo Kyeong                             | 梅原隆弘                        |
| 第8話  | 少女                     | 戸塚直樹 | 川村賢一   | 川村賢一         | 村谷貴志 高田晴仁                                        | 梅原隆弘                        |
| 第9話  | VSアイアンマン           | 犬飼和彦 | 中山奈緒美 | 中山奈緒美       | 菊池愛 大舘康二                                          | 梅原隆弘                        |
| 第10話 | 鋼鉄の意志               | 戸塚直樹 | migmi      | migmi            | Kim Dong Jun、Lee Hyun Joung 梅原隆弘                    | Kim Dong Sik                    |
| 第11話 | 黒幕                     | 井上敏樹 | 川尻善昭   | Woo Seung Wook   | Jang Kil Yong Kang Ill Gu                                | 梅原隆弘                        |
| 第12話 | 永遠の光                 | 井上敏樹 | 佐藤雄三   | 高橋知也         | 菊池愛、村谷貴志 Kim Dong Sik、Lee Hyun Joung 高田晴仁   | 梅原隆弘                        |